# Лоти Дод
Шарлот „Лоти“ Дод (на английски: Charlotte „Lottie“ Dod) е английска тенисистка. Освен тенис тя практикува още най-разностранни спортове: голф, хокей на трева, стрелба с лък – всички с призове, както и фигурно пързаляне, алпинизъм, кърлинг и др.
Тя е петкратна шампионка на тенис турнира на Уимбълдън и най-младата състезателка, която го е печелила.
Дод е шампионка на британския шампионат по голф (British Ladies Amateur Golf Championship) от 1904 г.
За периода 1899-1900 година е капитан и играч в националния отбор на Англия на международни турнири по хокей на трева.
Печели сребърен медал от летните олимпийски игри в Лондон през 1908 г. в дисциплината стрелба с лък.

## Биография
Лоти Дод е родена в Бебингтън в семейството на богати предприемачи, занимаващи се с търговия на памук Джоузеф и Маргарет Дод. Лоти и нейните братя и сестра са осигурени през целия си живот и никога не им се налага да работят. Брат ѝ Уилям Дод е олимпийски шампион по стрелба с лък на лятната олимпиада в Лондон. Брат ѝ Тони практикува стрелба с лък, шахмат и тенис. Сестра ѝ Ани се занимава с тенис, голф, фигурно пързаляне и билярд.

## Кариера
Заедно със сестра си Ани, която е осем години по-голяма от нея, през 1883 г. дебютира на турнир по тенис в Манчестър. Двете губят на двойки още в първи кръг, но печелят утешителния турнир. На същия турнир през 1885 г. малко не ѝ достига да победи шампионката от Уимбълдън Мод Уотсън и губи мача с резултат 8–6, 7–5. Въпреки загубата Лоти печели турнира на двойки със сестра си. Веднага след това печели турнира във Ватерло на сингъл, двойки и смесени двойки, поради което получава от пресата прозвището „Малкото чудо“ (Little Wonder).
Извън състезанията за жени, тя играе понякога и срещу мъже, заедно с Хърбърт Баделей побеждават Ърнест Реншоу и Джордж Хилярд.
През 1983 г. е включена в Международната тенис зала на славата.
Заедно с Бейб Захариас е записана в книгата за рекордите на Гинес като най-разностранния спортист-жена за всички времена.

## Успехи
Победи в турнири от Големия шлем (5)
| Година | Турнир    | Съперник            | Резултат      |
| 1887   | Уимбълдън | Бланш Бингли        | 6-2, 6-0      |
| 1888   | Уимбълдън | Бланш Бингли Хилярд | 6-3, 6-3      |
| 1891   | Уимбълдън | Бланш Бингли Хилярд | 6-2, 6-1      |
| 1892   | Уимбълдън | Бланш Бингли Хилярд | 6-1, 6-1      |
| 1893   | Уимбълдън | Бланш Бингли Хилярд | 6-8, 6-1, 6-4 |